# Bat For Lashes
Natasha Khan, bedre kendt under kunstnernavnet Bat For Lashes (født 25. oktober 1979) er en engelsk musiker, som  i 2006 udsendte det meget roste debutalbum Fur and Gold.
Albummet blev det følgende år nomineret til den prestigefyldte Mercury Prize, og Khan selv indkasserede to nomineringer i 2008 til Brit Awards i kategorierne Best Breakthrough og Best Female.
Bat For Lashes blev desuden håndplukket til at spille opvarmning for Radiohead på deres turné i sommeren 2008, inden hun rejste til USA for at arbejde på albummet Two Suns. Dette album gæstes på flere numre af de psykedeliske eksperimentalister Yeasayer, som har bidraget med basgange og programmering.
Desuden optræder veteranen Scott Walker på pladen i duetten "The Big Sleep".

## Diskografi
- Fur and Gold (2006)
- Two Suns (2009)
- The Haunted Man (2012)